# بليحاء تلية
البليحاء التلية (باللاتينية: Reseda collina) نوع نباتي من جنس البليحاء.

## الموئل والانتشار
موطنها المغرب العربي ووادي النيل.

## الوصف النباتي
نبات عشبي.